# Bébé fait de l'hypnotisme
Bébé fait de l'hypnotisme è un cortometraggio muto del 1911 diretto da Louis Feuillade.

## Produzione
Il film fu prodotto dalla Société des Etablissements L. Gaumont

## Distribuzione
Distribuito dalla Société des Etablissements L. Gaumont, uscì nelle sale cinematografiche francesi nel marzo 1911.
Negli Stati Uniti, fu distribuito dalla Film Supply Company, che lo fece uscire il 13 giugno 1912 con il titolo inglese Jimmie as a Hypnotist. Nelle proiezioni, veniva programmato con il sistema dello split reel, accorpato in un'unica bobina con un altro cortometraggio, la commedia The Tale of an Egg.